# Elio Di Rupo
Elio Di Rupo ([ɛljo di ʁypo]IPA, narozený 18. července 1951 Morlanwelz) je belgický sociálně demokratický politik italského původu a v letech 2011–2014 předseda vlády Belgie (kabinet), první frankofonní od Paula Vandena Boeynantse a roku 1979, a první socialisticky orientovaný od Edmonda Leburtona a roku 1974.
Mezi roky 1999–2011 zastával úřad předsedy Socialistické strany. Představuje prvního belgického premiéra i muže v čele jakékoliv vlády, jenž se otevřeně přihlásil k homosexuální orientaci.

## Osobní život
Di Rupo je synem italských imigrantů. Otec se narodil v obci San Valentino in Abruzzo Citeriore abruzzské oblasti. Všichni bratři a sestry se také narodili v Itálii, on jediný až na belgickém území v Morlanwelzu. Ve věku jednoho roku jeho otec zemřel při dopravní nehodě. Matka nemohla z finančních důvodů vychovávat všech sedm potomků a tři z nich vyrůstali v blízkém sirotčinci.
První spojení se socialistickým hnutím navázal během studií v Monsu, kde na místní univerzitě obdržel magisterský titul a poté také doktorát v oboru chemie (Ph.D.). Následně působil na Leedské univerzitě, kde byl v letech 1977–1978 zaměstnán.

## Politická kariéra
Politickou dráhu zahájil v letech 1980–1981 jako atašé v kabinetu Jeana-Maurice Dehousseho.
První politický mandát získal v roce 1982 volbou za člena městské rady v Monsu (zastupitel v letech 1982–1985 a 1988–2000). Současně se stal členem valonského kabinetu, kde později zastával také funkci zástupce vedoucího úřadu ministra financí a energetiky Philippa Busquina (1981–1985), kterého roku 1999 vystřídal v čele Socialistické strany. Na příslušném valonském ministerstvu mimo jiné pracoval také jako vrchní dozorce inspekce energetiky.
V roce 1987 byl zvolen do belgické dolní Komory zástupců za volební obvod Arrondissement Mons. Osobnost francouzského prezidenta Françoise Mitterranda popsal jako „postavu z románu“. Roku 1991 se stal členem Senátu a v následujícím roce 1992 pak vstoupil do valonské vlády, kde získal post ministra vzdělávání. Po demisi federálního ministra dopravy Guye Coëmeho, spojeného s korupční aférou armádních helikoptér Agusta AW109, získal v roce 1994 úřad federálního vicepremiéra a ministra dopravy a státních společností. Po parlamentních volbách 1995 si podržel funkci místopředsedy vlády a nově byl jmenován ministrem hospodářství a telekomunikací.
V roce 2002 se stal starostou Monsu, správního střediska belgické provincie Henegavsko.
Po parlamentních a regionálních volbách v červnu 1999, ve kterých křesťanští-demokraté ztratili v důsledku dioxinové aféry řadu mandátů, zformoval pod svým vedením novou „růžovo-zelenou“ valonskou vládu s koaličními partnery sp.a, liberály a stranou zelených. V dubnu 2000 byl ve funkci premiéra nahrazen Jeanem-Claudem Van Cauwenberghem.
V roce 1999 se stal předsedou Socialistické strany.
V říjnu 2005 se stal podruhé premiérem Valonska poté, co odstoupil Jean-Claude Van Cauwenberghe v rámci korupční aféry.
Po belgických parlamentních volbách v červnu 2010 se socialisté stali nejsilnější frankofonní stranou a druhým největším subjektem v Belgii. Následovala komplikovaná jednání o novém složení federální vlády. V květnu 2011 jej král Albert II. pověřil funkcí osoby, která vede jednání o sestavení kabinetu (tzv. formateur) a tradičně se po úspěšných jednáních stává předsedou vlády. Nová koaliční federální vláda pod vedením Di Rupa byla jmenována 6. prosince 2011, když vytvořila světový rekord v délce 589 dnů od voleb do jejího sestavení. V tomto období působila v Belgii předešlá vláda ve stavu demise, když její premiér Yves Leterme podal demisi již 26. dubna 2010.

## Soukromý život
Di Rupo charakterizoval sám sebe jako „ateistu, racionálního člověka a svobodného zednáře“. Plynně hovoří francouzsky, anglicky a italsky. Zdokonaluje se také v nizozemštině.
V roce 1996, v době Dutrouxovy aféry, tehdy ještě nezletilý prostitut Olivier Trusgnach uvedl, že mu Di Rupo zaplatil za sex. Politik obvinění odmítl a vyšetřování dospělo k závěru, že je nevinen. Od této doby otevřeně hovoří o své homosexuální orientaci. Na otázku, zdali je gay odpověděl: „Ano. No a co?“ Po islandské premiérce Jóhanně Sigurðardóttir se stal druhým předsedou vlády na světě, který se přihlásil k homosexuální orientaci.